# Sukanto Tanoto
Sukanto Tanoto (chinesisch: 陳江和; * 25. Dezember 1949 in Medan) ist ein indonesischer Geschäftsmann, der hauptsächlich in der Holzindustrie tätig ist.

## Leben und Wirken
Im Jahr 2013 galt Tanoto er als eine der reichsten Personen Indonesiens mit einem Nettovermögen von 2,3 Milliarden US-Dollar. Nachdem er als Lieferant von Ausrüstung und Materialien für die staatliche Ölfirma Pertamina begonnen hatte, wechselte Tanoto 1973 in die Forstindustrie. 
Tanotos Geschäftsinteressen werden durch die Unternehmensgruppe Royal Golden Eagle (RGE) repräsentiert (früher bekannt als Raja Garuda Mas), einer globalen ressourcenbasierten Unternehmensgruppe mit Produktionsstätten in Indonesien, China, Brasilien, Kanada und Europa sowie Vertriebsbüros weltweit. Seit Sukanto Tanoto 1967 seine unternehmerischeTätigkeit begann, ist das Unternehmen beträchtlich gewachsen, mit einer Belegschaft von über 60.000 Mitarbeitern und einem Vermögen von mehr als 18 Mrd. US$. Das Unternehmen hat fünf Hauptgeschäftsbereiche: Zellstoff und Papier (Asia Pacific Resources International Holdings oder APRIL, Asia Symbol), Agroindustrie (Asian Agri), Spezialzellstoff (Bracell Limited) und Viskosefaser (Sateri) sowie die Entwicklung von Energieressourcen (Pacific Oil & Gas). 
Laut einem ausführlichen Greenpeace-Bericht von 2013 „trägt Tanoto durch sein Geschäftsimperium die zweifelhafte Ehre, der von Greenpeace identifizierte größte Einzelverursacher der Abholzung in der Welt zu sein.“
Zusammen mit seiner Frau gründete er 1981 die Familienphilanthropie-Organisation Tanoto Foundation.
2019 erwarb er für 348 Millionen Euro das Allianz-Gebäude an der Münchner Ludwigstraße.
Tanoto ist verheiratet und hat vier Kinder.